# Coppa del mondo di ciclocross 1993-1994
La Coppa del mondo di ciclocross 1993-1994, prima edizione della competizione, si svolse tra il 3 ottobre 1993 ed il 15 gennaio 1994. Paul Herijgers vinse il titolo.

## Uomini élite

### Risultati
| # | Data        | Città          | Evento                        | Vincitore         | Leader della Cl. mondiale |
| - | ----------- | -------------- | ----------------------------- | ----------------- | ------------------------- |
| 1 | 3 ottobre   | Eschenbach     | Cyclo-Cross Eschenbach        | Paul Herijgers    | Paul Herijgers            |
| 2 | 17 novembre | Eindhoven      | Cyclo-Cross Eindhoven         | Paul Herijgers    | Paul Herijgers            |
| 3 | 12 dicembre | Igorre         | Ziklokross Igorre             | Paul Herijgers    | Paul Herijgers            |
| 4 | 29 dicembre | Loenhout       | Azencross                     | Marc Janssens     | Paul Herijgers            |
| 5 | 15 gennaio  | Saint-Herblain | Cyclo-cross de Saint Herblain | Dominique Arnould | Paul Herijgers            |

### Classifica generale
| Pos. | Corridore            | Punti |
| ---- | -------------------- | ----- |
| 1    | Paul Herijgers       | 73    |
| 2    | Danny De Bie         | 50    |
| 3    | Marc Janssens        | 48    |
| 4    | Dominique Arnould    | 34    |
| 5    | Peter Van den Abeele | 34    |
| 6    | Beat Wabel           | 29    |
| 7    | Daniele Pontoni      | 28    |
| 8    | Richard Groenendaal  | 28    |
| 9    | Karl Kaelin          | 21    |
| 10   | Cyrille Bonnand      | 20    |